# Football Club de Chambly Oise
O Football Club de Chambly Oise é um clube de futebol com sede em Chambly, França. A equipe compete atualmente no Championnat National 2, a quarta divisão do país.

## História
Inspirado na Internazionale (o escudo e as cores são uma homenagem à equipe italiana), o clube foi fundado em 1989 por Walter Luzi, que foi presidente até 2001, quando passou o cargo ao seu filho Fulvio Luzi (que até então, era o treinador). Até 2010, jogou nas divisões regionais do futebol francês, quando conquistou o acesso à CFA-2 (atual Championnat National 2) e chamou a atenção na Copa da França de 2011–12, quando chegou até a fase 32-avos de final, caindo apenas na prorrogação pelo tradicional Auxerre. 
Em 2013–14, o Chambly obteve o acesso ao Championnat National (terceira divisão), e na Copa da França de 2016–17, surpreendeu ao buscar um empate no final do jogo contra o Monaco depois de estar perdendo por 3 a 0 no tempo regulamentar, mas terminou eliminado na prorrogação (o ASM venceu por 5 a 4). Na edição seguinte, terminou entre os 4 melhores da competição, sendo eliminado pelo Les Herbiers, que também disputava a terceira divisão. Porém, durante a campanha dos Picards, uma notícia abalou o clube: seu fundador, Walter Luzi, morreu no mesmo dia em que o Chambly venceu o Strasbourg.
Em abril de 2019, foi vice-campeão do National e garantiu uma inédita participação na Ligue 2, que rendeu também a profissionalização do clube. Foram 2 temporadas na segunda divisão antes de sofrer 2 rebaixamentos consecutivos (para o Championnat National em 2021–22 e para o Championnat National 2 em 2022–23).

## Estádio
Durante sua passagem pela Ligue 2, o Chambly usou os estádios Pierre Brisson, em Beauvais, e Sébastien Charléty, em Paris, para os jogos como mandante, pois o Stade des Marais não encontrava-se habilitado para jogos da competição e chegou a passar por uma reforma que atendesse os padrões da Ligue 2, aumentando sua capacidade de 1.000 para 3.000 lugares. No entanto, a obra foi interrompida em dezembro de 2020.
Em março de 2023, passou a mandar suas partidas no Stade Walter-Luzi, que possui capacidade para 4.550 espectadores.